# フィリップ・フォン・デア・プファルツ (1627-1650)
フィリップ・フォン・デア・プファルツ（Philipp von der Pfalz, 1627年9月16日 - 1650年12月16日）は、ドイツのプファルツ＝ジンメルン家の公子。プファルツ選帝侯フリードリヒ5世とその妻でイングランド王・スコットランド王ジェームズ1世の娘であるエリザベス・ステュアートの間の第10子、七男。

## 生涯
当時、プファルツ選帝侯家は父がボヘミアの対立王に選ばれたために三十年戦争に巻き込まれて流浪の身となっており、フィリップは両親の亡命先であるホラント州のデン・ハーグで生を享けた。フィリップは幼少期にフランスのパリ宮廷に引き取られて教育されたが、後に長兄カール・ルートヴィヒの意向によりデン・ハーグの母の元に連れ戻されている。カール・ルートヴィヒはイングランド内戦中、叔父のチャールズ1世麾下の王党派（騎士党）ではなく議会派（円頂党）を支持しており、議会に援軍としてヴェネツィア共和国の軍隊を招聘するよう勧告する際、末弟のフィリップを議会への密使として遣わしている。
1646年6月21日、フィリップはデン・ハーグの市街地で母の寵臣レピネー侯爵（Marquis de l'Epinay）を殺害し、オランダに居られなくなって国外に逃れた。母エリザベスはフィリップを決して許さず、一言も口を利かず、二度と彼を息子として認めようとしなかった。母に勘当されたフィリップはロレーヌ公国の軍隊に入り、騎兵連隊の連隊長となった。1650年の年末、フロンドの乱に従叔父のテュレンヌ元帥に従って参加していた時に、ルテルの戦い（Bataille de Rethel）で戦死した。遺骸はスダンまで運ばれ、サン＝シャルル教区教会（プロテスタントの教会）内にある、テュレンヌの実家ブイヨン公爵家の墓所に葬られた。